# Релігія в Пакистані
Офіційною релігією Пакистану є іслам, як це закріплено статтею 2 Конституції. Його сповідує приблизно 96,47 % населення країни. Решта менше 4 % сповідують індуїзм, християнство, ахмадію, сикхізм та інші релігії. Деякі аспекти секуляризму також були прийняті конституцією Пакистану з британської колоніальної концепції. Однак релігійні меншини в Пакистані часто стикаються із значною дискримінацією через такі питання, як насильство та закони про богохульство.
Мусульмани складаються з ряду сект: більшість сповідує сунітський іслам (за оцінками 85–90 %), тоді як меншість сповідує шиїтський іслам (за оцінками 10–15 %). Більшість пакистанських мусульман-сунітів належать до ханафітської школи юриспруденції, яка представлена традиціями Барелві та Деобанді. Однак школа Ханбалі останнім часом набуває популярності через вплив ваххабітів з Близького Сходу. Більшість пакистанських мусульман-шиїтів належать до ісламської правової школи Дванадцяти із значними групами меншин, які сповідують ісмаїлізм, до складу якого входять Нізарі (Ага Ханіс), Мустаалі, Давуді Бохра, Сулеймані та інші.
До приходу ісламу, починаючи з VIII століття, регіон, що складається з Пакистану, був домом для різноманітних конфесій, включаючи індуїзм, буддизм, джайнізм і зороастризм.

## Конституційні положення
Конституція Пакистану визначає іслам як державну релігію і передбачає, що всі громадяни мають право сповідувати, практикувати та поширювати свою релігію відповідно до закону, громадського порядку та моралі. У Конституції також зазначено, що всі закони повинні відповідати приписам ісламу, викладеним у Корані та Сунні.
Конституція обмежує політичні права немусульман Пакистану. Тільки мусульманам дозволено ставати президентом або прем'єр-міністром. Лише мусульманам дозволено служити суддями у Федеральному шаріатському суді, який має право скасовувати будь-який закон, який вважається неісламським, хоча його рішення можуть бути скасовані Верховним судом Пакистану. Однак немусульмани служили суддями у Вищих судах і Верховному суді. У 2019 році Навід Амір, християнський член Національної асамблеї, вніс законопроект про внесення змін до статей 41 і 91 Конституції, які дозволять немусульманам ставати прем'єр-міністром і президентом Пакистану. Однак парламент Пакистану заблокував законопроект.
| Релігійна група                | 1901 рік :93–94 :20–21 | 1901 рік :93–94 :20–21 | 1911 рік :93–94:20–21 | 1911 рік :93–94:20–21 | 1921 рік :93–94:20–21 | 1921 рік :93–94:20–21 | 1931 рік :93–94:20–21 | 1931 рік :93–94:20–21 |
| Релігійна група                | Поп                    | %                      | Поп                   | %                     | Поп                   | %                     | Поп                   | %                     |
| ------------------------------ | ---------------------- | ---------------------- | --------------------- | --------------------- | --------------------- | --------------------- | --------------------- | --------------------- |
| Іслам                          | 10 957 000             | 80,39%                 | 13 077 000            | 81,25%                | 13 554 000            | 79,53%                | 16 533 000            | 77,56%                |
| Індуїзм                        | 2 327 000              | 17,07%                 | 2 267 000             | 14,09%                | 2 523 000             | 14,8%                 | 3 115 000             | 14,61%                |
| Християнство                   | 31 000                 | 0,23%                  | 119 000               | 0,74%                 | 214 000               | 1,26%                 | 357 000               | 1,67%                 |
| Інші                           | 314 000                | 2,3%                   | 631 000               | 3,92%                 | 751 000               | 4,41%                 | 1 312 000             | 6,15%                 |
| Загальна кількість відповідей  | 13 630 000             | 82,22%                 | 16 094 000            | 83,04%                | 17 042 000            | 80,74%                | 21 317 000            | 90,55%                |
| Загальна чисельність населення | 16 577 000             | 100%                   | 19 381 000            | 100%                  | 21 108 000            | 100%                  | 23 541 000            | 100%                  |

### Перепис 2017 року
| Релігія                                                        | Населення   | %       |
| -------------------------------------------------------------- | ----------- | ------- |
| Мусульмани ()                                                  | 200,352,754 | 96,47 % |
| Індуси ()                                                      | 4,444,437   | 2,14 %  |
| Християни ()                                                   | 2,637,586   | 1,27 %  |
| Ахмадійці                                                      | 207,688     | 0,09 %  |
| Сикхи ()                                                       | 20 768      | 0,01 %  |
| Інші (в тому числі зороастрійці, бахаї, буддисти, нерелігійні) | 20 767      | 0,01 %  |
| Всього                                                         | 207 684 000 | 100 %   |

За даними перепису населення Пакистану 2017 року, населення країни становить 207 684 000 осіб. CCI схвалив оприлюднення попередніх цифр чисельності населення в 207,754 мільйона осіб. Остаточні результати показали, що загальна чисельність населення Пакистану становила 207,684 млн осіб, що на 68 738 осіб або 0,033 % менше порівняно з попередніми результатами. Станом на 2021 рік населення Пакистану становило 224 418 238.
Станом на 2018 рік у Пакистані є 3,63 мільйона немусульманських виборців: 1,77 мільйона були індуїстами, 1,64 мільйона християнами, 167 505 були мусульманами Ахмаді, 31 543 були бахаї, 8 852 були сикхами, 4 020 були парсами, 1 884 були буддистами та іншими, такими як Калаша. NADRA робить майже неможливим проголошення та зміну релігії на що-небудь від ісламу, що робить статистику дещо оманливою.

Частка індуїстів у кожному пакистанському районі кожного пакистанського округу станом на перепис населення Пакистану 2017 року.
Частка християн у кожному пакистанському районі кожного пакистанського округу станом на перепис населення Пакистану 2017 року.
Ахмадія Частка кожного пакистанського округу в кожному пакистанському районі станом на перепис населення Пакистану 2017 року.

## Демографія релігії за провінціями/територіями

### Пенджаб
| Релігійна група                | 1941 :42   | 1941 :42 | 1951 :12–21 | 1951 :12–21 | 1998       | 1998   | 2017        | 2017   |
| Релігійна група                | Популяція  | %        | Поп         | %           | Поп        | %      | Поп         | %      |
| ------------------------------ | ---------- | -------- | ----------- | ----------- | ---------- | ------ | ----------- | ------ |
| Іслам                          | 13 022 160 | 75,06%   | 20 200 794  | 97,89%      | 71,574,830 | 97,22% | 107,541,602 | 97,77% |
| Індуїзм                        | 2,373,466  | 13,68%   | 33,052      | 0,16%       | 116,410    | 0,16%  | 211,641     | 0,19%  |
| Сикхізм                        | 1,530,112  | 8,82%    | N/A         | N/A         | N/A        | N/A    | N/A         | N/A    |
| Християнство                   | 395,311    | 2,28%    | 402,617     | 1,95%       | 1 699 843  | 2,31%  | 2 063 063   | 1,88%  |
| Джайнізм                       | 9 520      | 0,05%    | N/A         | N/A         | N/A        | N/A    | N/A         | N/A    |
| Ахмадія                        | N/A        | N/A      | N/A         | N/A         | 181,428    | 0,25%  | 158 021     | 0,14%  |
| Інші                           | 19 534     | 0,11%    | 239         | 0%          | 48,779     | 0,07%  | 15,328      | 0,01%  |
| Загальна чисельність населення | 17,350,103 | 100%     | 20 636 702  | 100%        | 73,621,290 | 100%   | 109 989 655 | 100%   |

### Сінд
| Релігійна група                | 1941:28   | 1941:28 | 1951:22–26 | 1951:22–26 | 1998       | 1998   | 2017       | 2017   |
| Релігійна група                | Популяція | %       | Поп        | %          | Поп        | %      | Поп        | %      |
| ------------------------------ | --------- | ------- | ---------- | ---------- | ---------- | ------ | ---------- | ------ |
| Іслам                          | 3,208,325 | 70,75%  | 5,535,645  | 91,53%     | 27,796,814 | 91,32% | 43,234,107 | 90,34% |
| Індуїзм                        | 1,229,926 | 27,12%  | 482,560    | 7,98%      | 2,280,842  | 7,49%  | 4,176,986  | 8,73%  |
| Tribal                         | 36,819    | 0,81%   | N/A        | N/A        | N/A        | N/A    | N/A        | N/A    |
| Сикхізм                        | 31,011    | 0,68%   | N/A        | N/A        | N/A        | N/A    | N/A        | N/A    |
| Християнство                   | 20,209    | 0,45%   | 22,601     | 0,37%      | 294,885    | 0,97%  | 408,301    | 0,85%  |
| Зороастризм                    | 3,838     | 0,08%   | 5,046      | 0,08%      | N/A        | N/A    | N/A        | N/A    |
| Джайнізм                       | 3,687     | 0,08%   | N/A        | N/A        | N/A        | N/A    | N/A        | N/A    |
| Юдаїзм                         | 1,082     | 0,02%   | N/A        | N/A        | N/A        | N/A    | N/A        | N/A    |
| Буддизм                        | 111       | 0%      | 670        | 0,01%      | N/A        | N/A    | N/A        | N/A    |
| Ахмадія                        | N/A       | N/A     | N/A        | N/A        | 43,524     | 0,14%  | 21,661     | 0,05%  |
| Others                         | 0         | 0%      | 1,226      | 0,02%      | 23,828     | 0,08%  | 13,455     | 0,03%  |
| Загальна чисельність населення | 4,535,008 | 100%    | 6,047,748  | 100%       | 30,439,893 | 100%   | 47,854,510 | 100%   |

### Хайбер-Пахтунхва
| Religious group               | 1881:95   | 1881:95 | 1891:95   | 1891:95 | 1901:95   | 1901:95 | 1911:307–308 | 1911:307–308 | 1921:345–346 | 1921:345–346 | 1931:373–375 | 1931:373–375 |
| Religious group               | Популяція | %       | Поп       | %       | Поп       | %       | Поп          | %            | Поп          | %            | Поп          | %            |
| ----------------------------- | --------- | ------- | --------- | ------- | --------- | ------- | ------------ | ------------ | ------------ | ------------ | ------------ | ------------ |
| Іслам                         | 1,451,444 | 92,1%   | 1,714,490 | 92,3%   | 1,882,294 | 92,2%   | 2,039,994    | 92,86%       | 2,062,786    | 91,62%       | 2,227,303    | 91,84%       |
| Індуїзм                       | 111,892   | 7,1%    | 118,881   | 6,4%    | 128,617   | 6,3%    | 119,942      | 5,46%        | 149,881      | 6,66%        | 142,977      | 5,9%         |
| Сикхізм                       | 7,880     | 0,5%    | 18,575    | 1%      | 26,540    | 1,3%    | 30,345       | 1,38%        | 28,040       | 1,25%        | 42,510       | 1,75%        |
| Християнство                  | 4,728     | 0,3%    | 5,573     | 0,3%    | 6,125     | 0,3%    | 6,585        | 0,3%         | 10,610       | 0,47%        | 12,213       | 0,5%         |
| Інші                          | N/A       | N/A     | N/A       | N/A     | N/A       | N/A     | 67           | 0,003%       | 23           | 0,001%       | 73           | 0,003%       |
| Загальна кількість відповідей | 1,575,943 | 100%    | 1,857,519 | 100%    | 2,041,534 | 96,05%  | 2,196,933    | 57,53%       | 2,251,340    | 44,35%       | 2,425,076    | 51,77%       |
| Total Population              | 1,575,943 | 100%    | 1,857,519 | 100%    | 2,125,496 | 100%    | 3,819,027    | 100%         | 5,076,476    | 100%         | 4,684,364    | 100%         |

### Белуджистан
| Релігійний group               | 1901:5    | 1901:5 | 1911:9–13 | 1911:9–13 | 1921:47–52 | 1921:47–52 | 1931:149 | 1931:149 | 1941:13–18 | 1941:13–18 | 1951:2    | 1951:2 | 1998      | 1998   | 2017       | 2017   |
| Релігійний group               | Популяція | %      | Поп       | %         | Поп        | %          | Поп      | %        | Поп        | %          | Поп       | %      | Поп       | %      | Поп        | %      |
| ------------------------------ | --------- | ------ | --------- | --------- | ---------- | ---------- | -------- | -------- | ---------- | ---------- | --------- | ------ | --------- | ------ | ---------- | ------ |
| Іслам                          | 765,368   | 94,4%  | 782,648   | 93,76%    | 733,477    | 91,73%     | 798,093  | 91,88%   | 785,181    | 91,53%     | 1,137,063 | 98,52% | 6,484,006 | 98,75% | 12,255,528 | 99,28% |
| Індуїзм                        | 38,158    | 4,71%  | 38,326    | 4,59%     | 51,348     | 6,42%      | 53,681   | 6,18%    | 54,394     | 6,34%      | 13,087    | 1,13%  | 39,146    | 0,6%   | 49,378     | 0,4%   |
| Сикхізм                        | 2,972     | 0,37%  | 8,390     | 1,01%     | 7,741      | 0,97%      | 8,425    | 0,97%    | 12,044     | 1,4%       | N/A       | N/A    | N/A       | N/A    | N/A        | N/A    |
| Християнство                   | 4,026     | 0,5%   | 5,085     | 0,61%     | 6,693      | 0,84%      | 8,059    | 0,93%    | 6,056      | 0,71%      | 3,937     | 0,34%  | 26,462    | 0,4%   | 33,330     | 0,27%  |
| Зороастризм                    | 166       | 0,02%  | 170       | 0,02%     | 165        | 0,02%      | 167      | 0,02%    | 75         | 0,01%      | 79        | 0,01%  | N/A       | N/A    | N/A        | N/A    |
| Юдаїзм                         | 48        | 0,01%  | 57        | 0,01%     | 19         | 0%         | 17       | 0%       | 19         | 0%         | N/A       | N/A    | N/A       | N/A    | N/A        | N/A    |
| Джайнізм                       | 8         | 0%     | 10        | 0%        | 17         | 0%         | 17       | 0%       | 11         | 0%         | N/A       | N/A    | N/A       | N/A    | N/A        | N/A    |
| Буддизм                        | 0         | 0%     | 16        | 0%        | 160        | 0,02%      | 68       | 0,01%    | 43         | 0,01%      | 1         | 0%     | N/A       | N/A    | N/A        | N/A    |
| Ахмадія                        | N/A       | N/A    | N/A       | N/A       | N/A        | N/A        | N/A      | N/A      | N/A        | N/A        | N/A       | N/A    | 9,800     | 0,15%  | 2,469      | 0,02%  |
| Інші                           | 0         | 0%     | 1         | 0%        | 5          | 0%         | 75       | 0,01%    | 12         | 0%         | 0         | 0%     | 6,471     | 0,1%   | 3,703      | 0,03%  |
| Загальна чисельність населення | 810,746   | 100%   | 834,703   | 100%      | 799,625    | 100%       | 868,617  | 100%     | 857,835    | 100%       | 1,154,167 | 100%   | 6,565,885 | 100%   | 12,344,408 | 100%   |

### Азад Джамму і Кашмір
| Релігійний група             | 1941 :337–352 | 1941 :337–352 |
| Релігійний група             | Популяція     | %             |
| ---------------------------- | ------------- | ------------- |
| Іслам                        | 939 460       | 87,54%        |
| індуїзм                      | 93,559        | 8,72%         |
| Сикхізм                      | 39 910        | 3,72%         |
| Християнство                 | 136           | 0,01%         |
| інші                         | 89            | 0,01%         |
| Загальна кількість населення | 1,073,154     | 100%          |

### Гілгіт–Балтистан
| Релігійний група             | 1941 :337–352 | 1941 :337–352 |
| Релігійний група             | Поп           | %             |
| ---------------------------- | ------------- | ------------- |
| Іслам                        | 115,601       | 99,62%        |
| індуїзм                      | 295           | 0,25%         |
| Сикхізм                      | 121           | 0,1%          |
| Християнство                 | 28            | 0,02%         |
| Племінний                    | 2             | 0%            |
| Загальна кількість населення | 116 047       | 100%          |

## Іслам

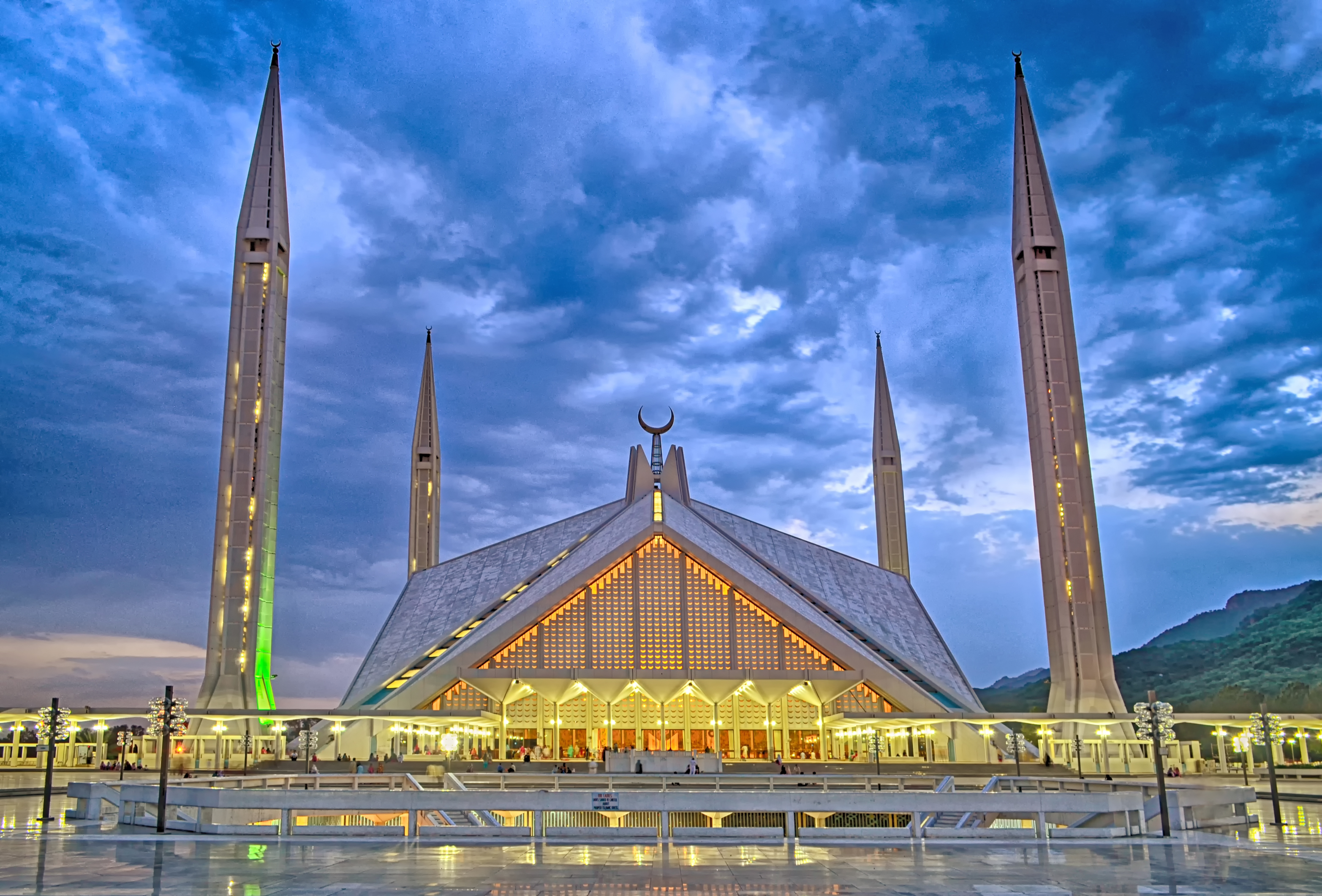
Мечеть Фейсал в Ісламабаді, яка є найбільшою мечеттю Пакистану, а також однією з найбільших у світі, була побудована королем Саудівської Аравії Фейсалом.

Іслам є державною релігією Пакистану, і приблизно 95-98 % пакистанців є мусульманами. Пакистан займає друге місце за кількістю мусульман у світі після Індонезії. Більшість складають суніти (за оцінками 85-90 %), з приблизно 10-15 % шиїтів. Опитування PEW у 2012 році показало, що 6 % пакистанських мусульман були шиїтами. Існує ряд шкіл ісламського права, які називаються Мадхаб (школи юриспруденції), які називаються фікхом або «Мактаб-е-Фікр» мовою урду. Майже всі пакистанські мусульмани-суніти належать до ханафітської ісламської школи думки, тоді як невелика кількість належить до школи ханбалі. Більшість пакистанських мусульман-шиїтів належать до гілки дванадцяти (Ітна Ашаріа), значна меншість дотримується гілки ісмаїлізму, яка складається з Нізарі (Ага Ханіс), Мустаалі, Давуді Бохра, Сулеймані та інших. Згідно з Конституцією Пакистану суфії та згадані сунітські та шиїтські течії вважаються мусульманами.

### Суфізм
Іслам певною мірою синкретизувався з доісламськими впливами, в результаті чого виникла релігія з деякими традиціями, відмінними від традицій арабського світу. Два суфії, чиї святині привертають велику національну увагу, це Алі Хаджвері в Лахорі (бл. 11 ст.) і Шахбаз Каландер в Сехвані, Сінд (бл. 12 ст.).  Суфізм, містична ісламська традиція, пропагована Фарідуддіном Ганджшакаром у Пакпатані, має довгу історію та велику популярність у Пакистані. Популярна суфійська культура зосереджена на вечірніх зібраннях четверга біля храмів і щорічних фестивалях, на яких лунає суфійська музика й танці. Сучасні ісламські фундаменталісти критикують його популярний характер, який, на їхню думку, не точно відображає вчення та практику ісламського пророка Мухаммеда та його сподвижників. У 2010 році було скоєно 5 терористичних нападів на суфійські храми та фестивалі, у результаті яких загинуло 64 людини.

### Ахмадія

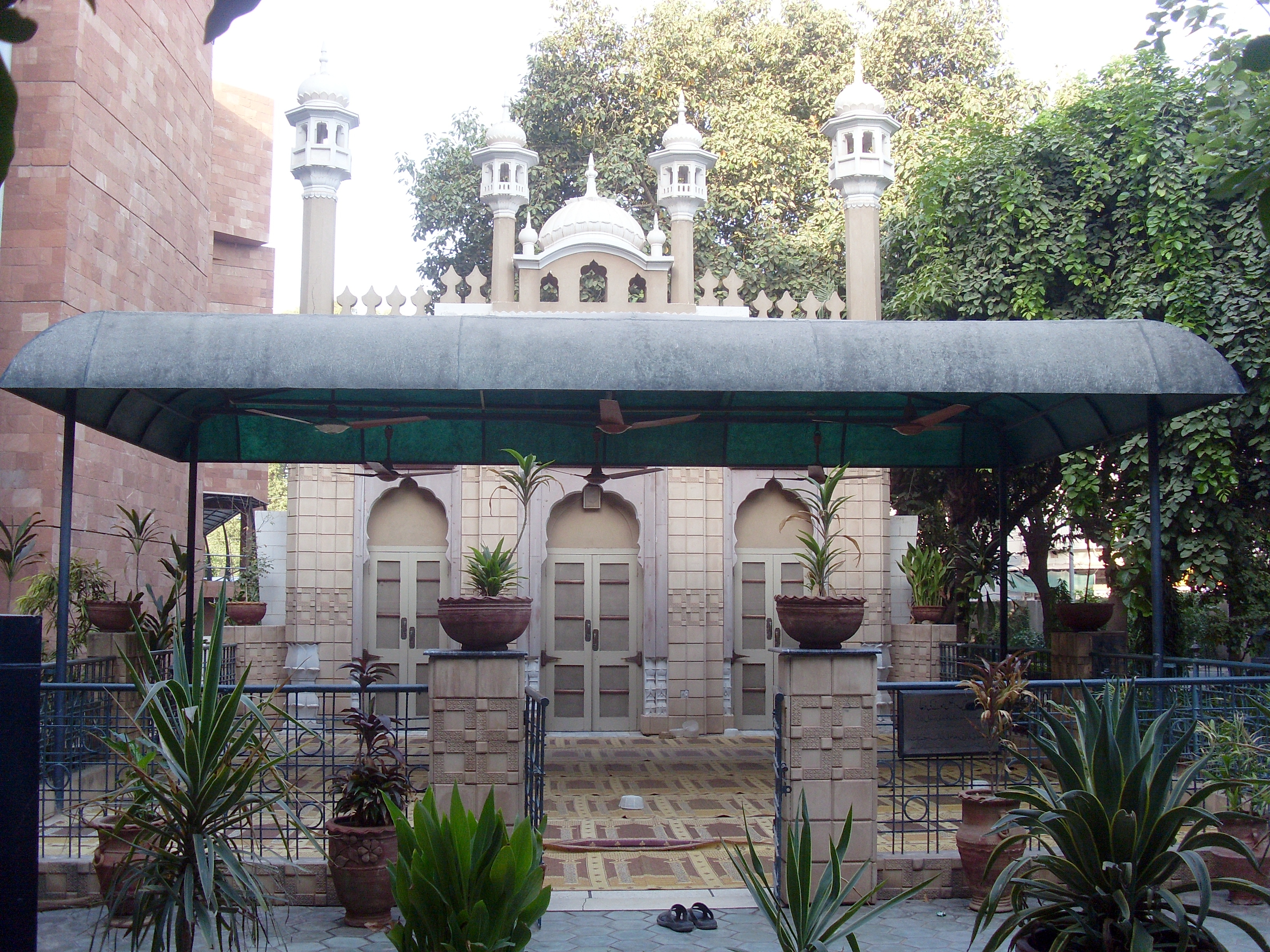
Мечеть Ядгар, перша мечеть Рабви

Згідно з останнім переписом населення в Пакистані, ахмаді становили 0,22 % населення; однак громада ахмадійців бойкотувала перепис. Загалом незалежні групи оцінюють чисельність населення приблизно від двох до п'яти мільйонів ахмадіїв. У повідомленнях ЗМІ найчастіше згадується цифра чотири мільйони.

## Індуїзм

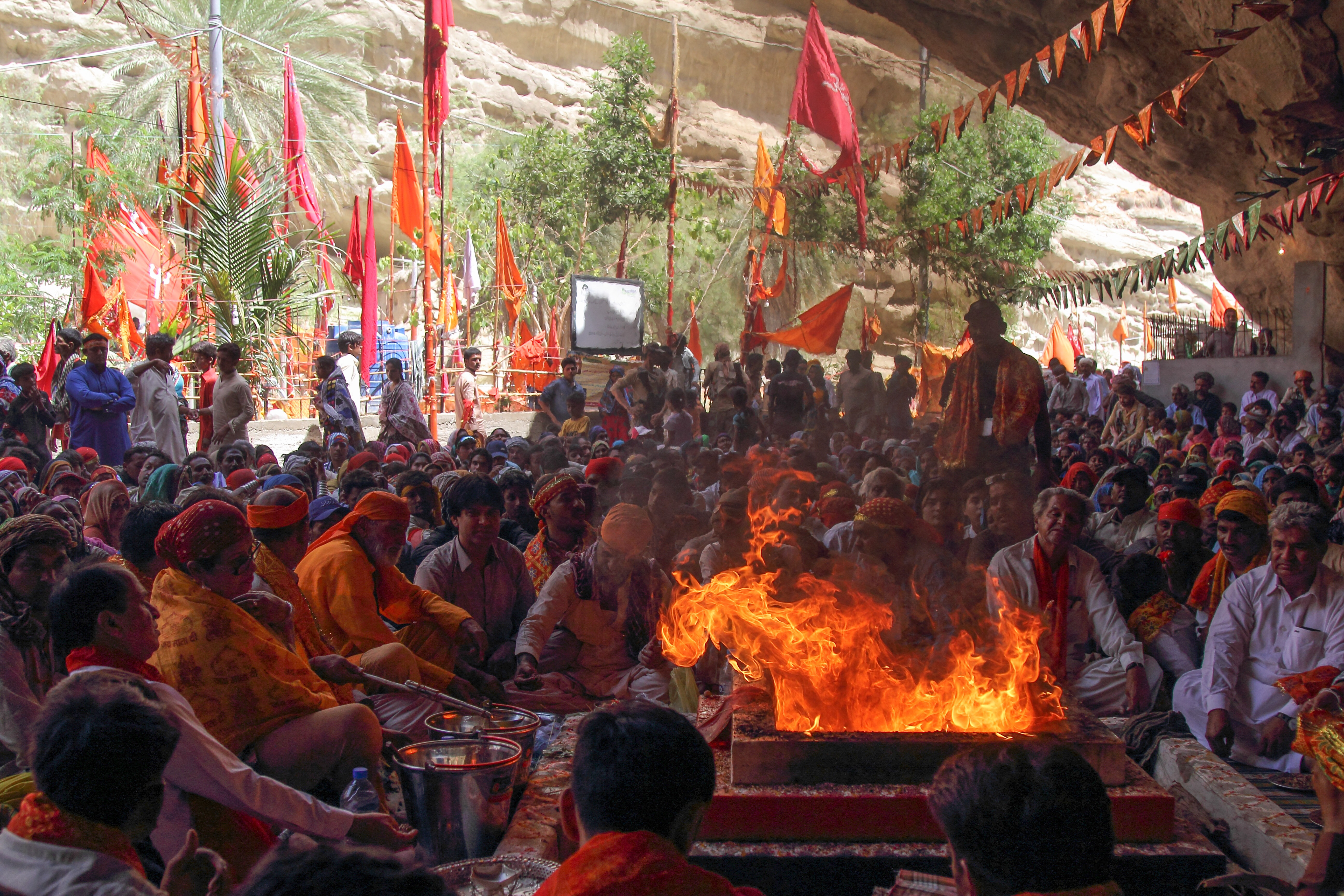
Храм Шрі Хінгладж Мата Шакті Піта є найбільшим індуїстським центром паломництва в Пакистані. Щорічну Хінгладж Ятру відвідують понад 250 000 людей.

Індуїзм є другою за величиною релігією в Пакистані після ісламу. Станом на 2020 рік Пакистан займає четверте місце за чисельністю індуїстського населення у світі після Індії, Непалу та Бангладеш. Згідно з переписом 1998 року індуїстське населення становило 2 111 271 осіб (включаючи 332 343 індуїстських касти). Тоді як згідно з останнім переписом населення 2017 року, в Пакистані є 4,4 мільйона індуїстів із 207,68 мільйонів загального населення, що становить 2,14 % населення країни як загальної, так і кастової касти. Індуїсти поширені в усіх провінціях Пакистану, але здебільшого зосереджені в Сінді. Близько 93 % індуїстів живуть у Сінді, 5 % у Пенджабі та майже 2 % у Белуджистані. Вони розмовляють різними мовами, такими як сіндхі, серайкі, аер, дхаткі, ґера, гоаріа, гургула, джандавра, кабутра, колі, лоаркі, марварі, сансі, вагрі та гуджараті.

## Християнство

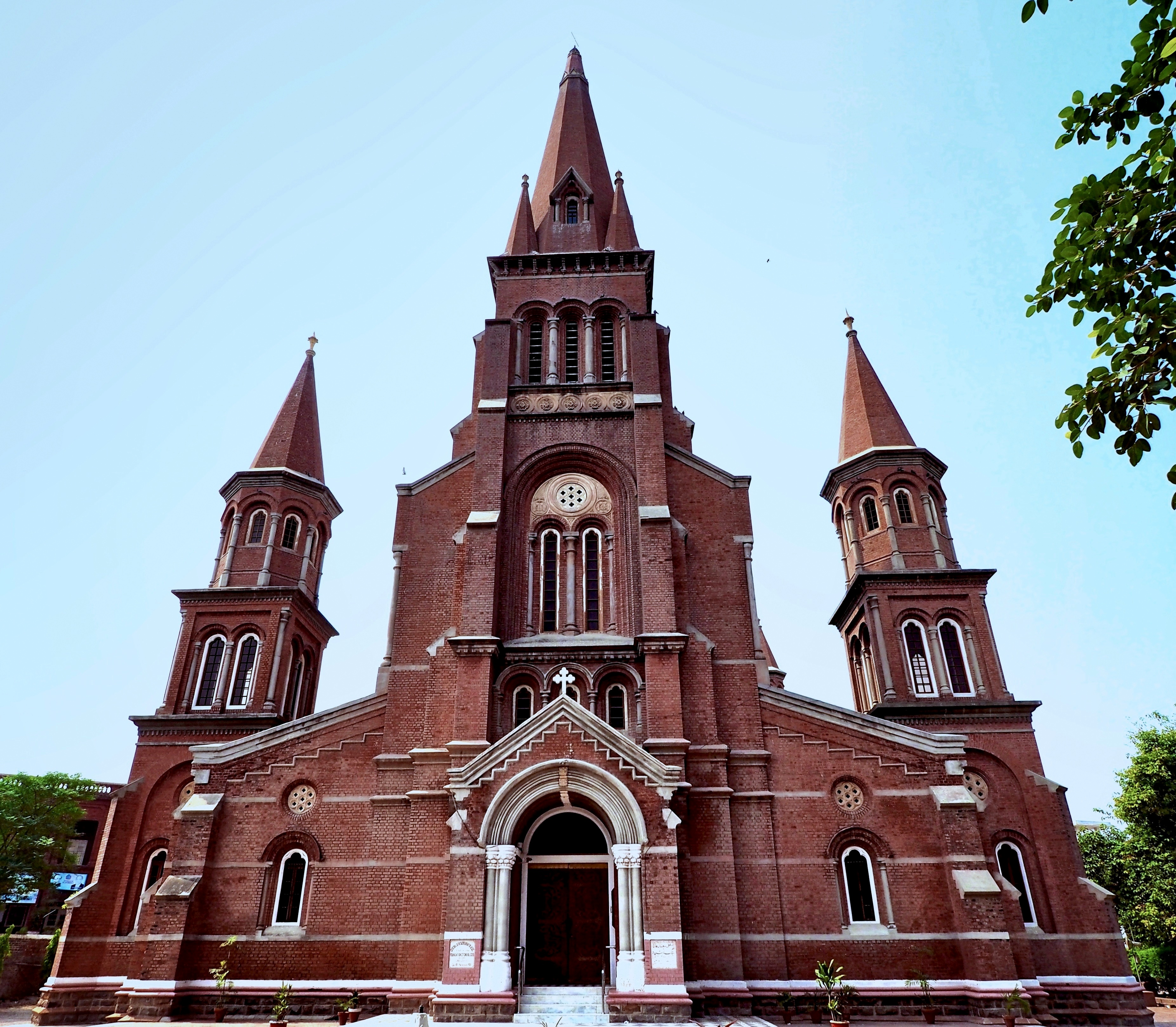
Собор Святого Серця, Лахор

Християни (урду مسيحى، عیسائی) складають 1,3 % населення Пакистану. Більшість пакистанської християнської громади складається з пенджабців, які навернулися в британську колоніальну еру, та їхніх нащадків. Пакистанські християни живуть переважно в Пенджабі та в міських центрах. У Карачі також є римо-католицька громада, яка була заснована мігрантами з Гоа і Таміла під час розвитку інфраструктури Карачі між двома світовими війнами. Кілька протестантських груп проводять місії в Пакистані. Нинішнє християнське населення Пакистану коливається між 2-3 мільйонами за останніми (2020–21) оцінками різних інституцій та неурядових організацій Пакистану. Існує маленький міф про те, що християнство існує в Пакистані ще через кілька десятиліть після розп'яття Ісуса. Цей міф став більш популярним після того, як у Північному Пакистані знайшли споруду, схожу на гігантський хрест, але майже немає доказів того, що цей хрест має відношення до християнства.